# Pyramimonadaceae
Pyramimonadaceae, porodica zelenih algi u redu Pyramimonadales. Pripada joj šezdesetak vrsta (67) u 12 rodova.

## Rodovi
1. Angulomonas Skvortzov, 2
2. Coccopterum P.C.Silva, 1
3. Cymbomonas J.Schiller, 3
4. Halosphaera F.Schmitz, 4
5. Kuzminia B.V.Skvortzov, 1
6. Paracrassosphaera Rudavskaja, 2
7. Pocillomonas Steinecke, 1
8. Prasinochloris Belcher, 1
9. Protoaceromonas Skvortzov, 3
10. Protochroomonas Skvortzov, 1
11. Pyramimonas Schmarda, 56
12. Trichloridella P.C.Silva, 1